# Dedensen
Dedensen ist ein Dorf und westlichster Stadtteil der Stadt Seelze in der niedersächsischen Region Hannover.

## Geschichte
Die älteste bekannte schriftliche Erwähnung Dedensens lässt sich nicht auf ein Jahr festlegen, sie stammt aus dem Zeitraum 1205 bis 1234. Graf Burchard von Oldenburg aus dem im Deisterraum ansässigen Adelsgeschlecht von Hallermunt verkaufte dem 1148 von den von Hallermunts gegründeten Kloster Schinna (an der Weser bei Stolzenau) zwei Curien (größere Höfe) in Dedensen. In einer Urkunde des Jahres 1290 wird erstmals ein Einwohner (Brant) namentlich erwähnt. Wilfried Sasse, Verfasser der Dedenser Chronik, geht zudem davon aus, dass es hier zu jener Zeit eine Familie des niederen Adels gab, die sich von Dedensen nannte. Er führt dafür Urkundenbelege des späten 13. bis zum frühen 15. Jahrhundert an.

### Eingemeindungen
Im Zuge der Gebietsreform in Niedersachsen, die am 1. März 1974 stattfand, wurde die zuvor selbständige Gemeinde Dedensen in die Gemeinde Seelze eingegliedert.

### Einwohnerentwicklung
| Jahr      | 1910  | 1925  | 1933  | 1939  | 1950  | 1956  | 1961  | 1970  | 1973  | 2010  | 2016  | 2019  |
| --------- | ----- | ----- | ----- | ----- | ----- | ----- | ----- | ----- | ----- | ----- | ----- | ----- |
| Einwohner | 585   | 564   | 538   | 590   | 1255  | 1067  | 1030  | 1524  | 1676  | 2344  | 2191  | 2203  |
| Quelle    | [ 4 ] | [ 5 ] | [ 5 ] | [ 5 ] | [ 6 ] | [ 6 ] | [ 7 ] | [ 7 ] | [ 1 ] | [ 8 ] | [ 8 ] | [ 2 ] |

|  |

## Politik

### Ortsrat
Der Ortsrat von Dedensen setzt sich aus sieben Ratsmitgliedern folgender Parteien zusammen:
- SPD: 4 Sitze
- CDU: 3 Sitze

(Stand: Kommunalwahl 12. September 2021)

### Ortsbürgermeister
Die Ortsbürgermeisterin ist Heike Duve-Diekmann (SPD). Ihr Stellvertreter ist Rainer Duvenbeck (CDU).

### Wappen
Das Kommunalwappen von Dedensen wurde im Jahre 1979 von dem Heraldiker und Grafiker Alfred Brecht entworfen. Er hat seinerzeit zahlreiche Wappen in der Region Hannover erschaffen.
| Wappen von Dedensen | Blasonierung: „In grünem ein silberner Hauptbalken, belegt mit drei grünen Lindenblättern, darunter ein silbernes Andreaskreuz.“ |
| Wappen von Dedensen | Wappenbegründung: Beherrscht wird das Wappen von einem Andreaskreuz, dem typischen „Verkehrszeichen“ in der Heraldik. Der Heraldiker leitet dies von den vielen großen Verkehrswegen her ab, die Dedensen berühren, seine Gemarkung durchschneiden und dem Ort ihren Stempel aufdrücken: die Eisenbahn, der Mittellandkanal, die Autobahn 2, die Bundesstraße 441, und alles kreuzt sich an verschiedenen Stellen mittels einer Vielzahl von Brücken. Die drei Lindenblätter im Schildhaupt lassen an die rund 500 Jahre alte Dedenser Dorflinde denken, die als Naturdenkmal unter Schutz steht. |

## Kultur und Sehenswürdigkeiten

### Bauwerke
- Die Kirche Dedensen wurde von Conrad Wilhelm Hase im Jahr 1897 im neugotischen Stil errichtet. Dafür verwendete er auch Teile der alten, baufällig gewordenen Kirche. So besteht der Sockel der Kirche aus Bruchsteinquadern des alten Gebäudes.[11]
- Vor der alten Linde restaurierte der örtliche Heimatverein im Jahr 2000 eine historische Milchrampe, die auf den dörflichen Charakter des alten Ortsteiles hinweist.
- Heimatscheune

### Naturdenkmale
- Im alten Dorfkern steht als geschütztes Naturdenkmal eine fast 500 Jahre alte Sommerlinde.
- Vier Findlinge im Lohnder Holz

### Fotogalerie

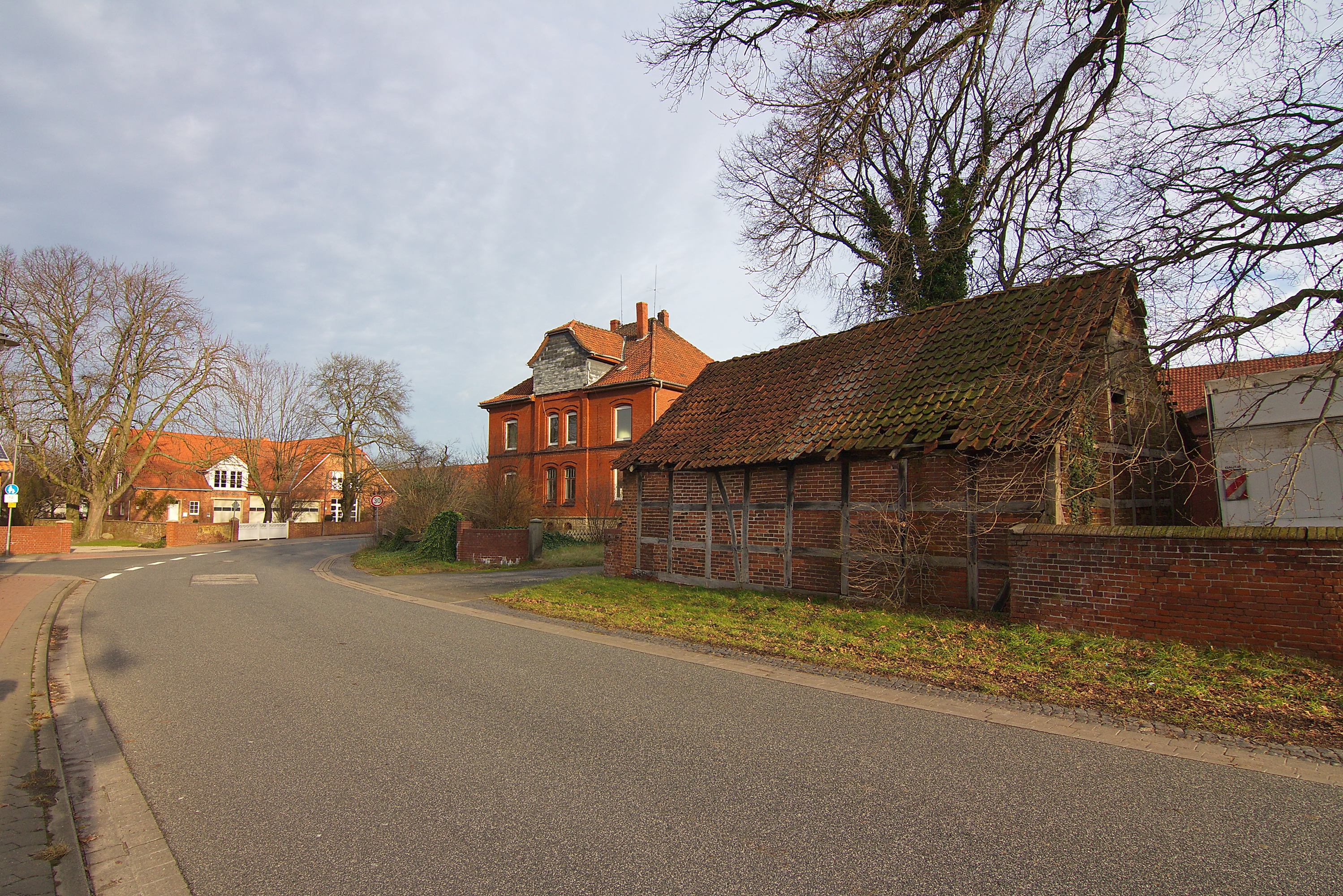
Ortsblick
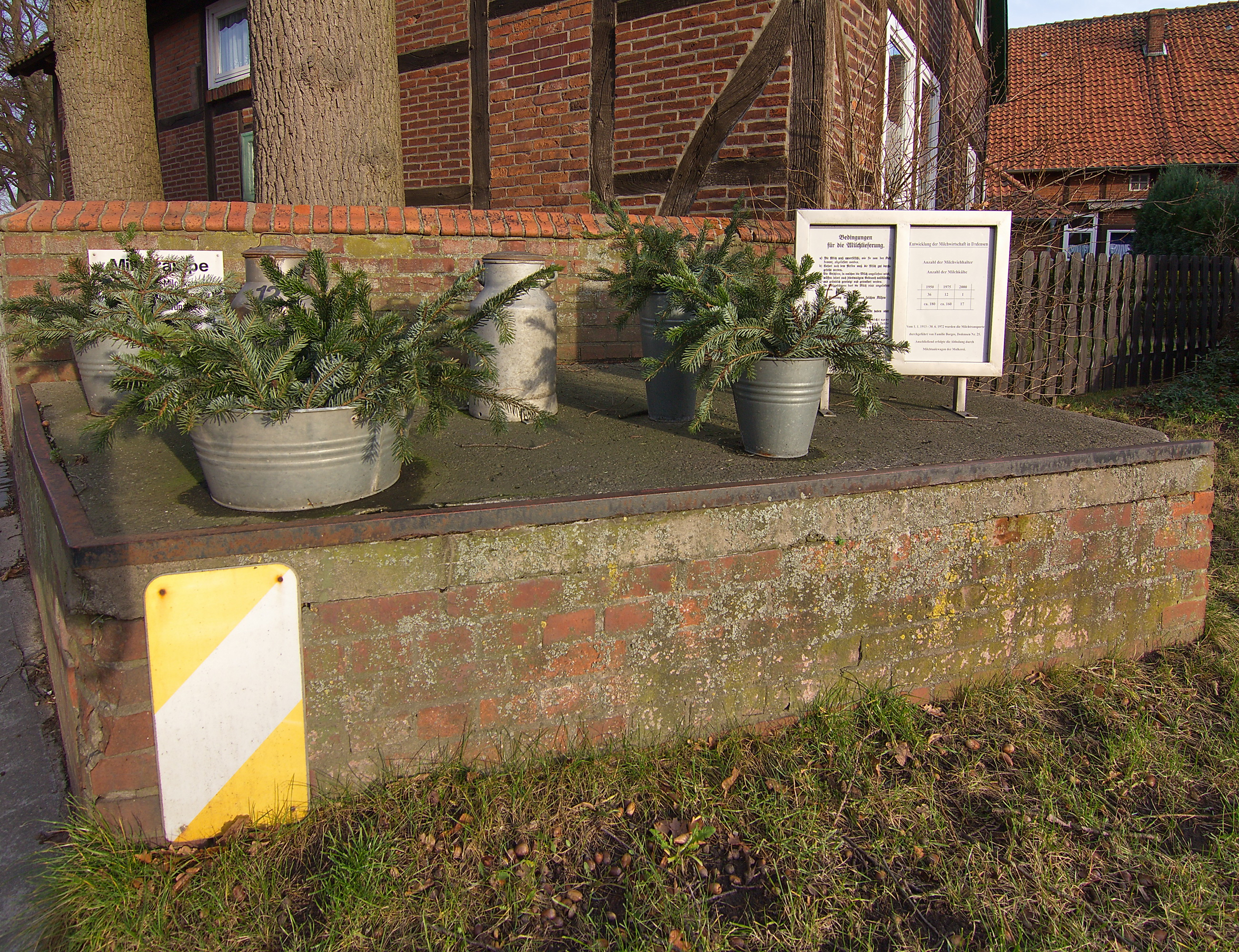
Milchrampe
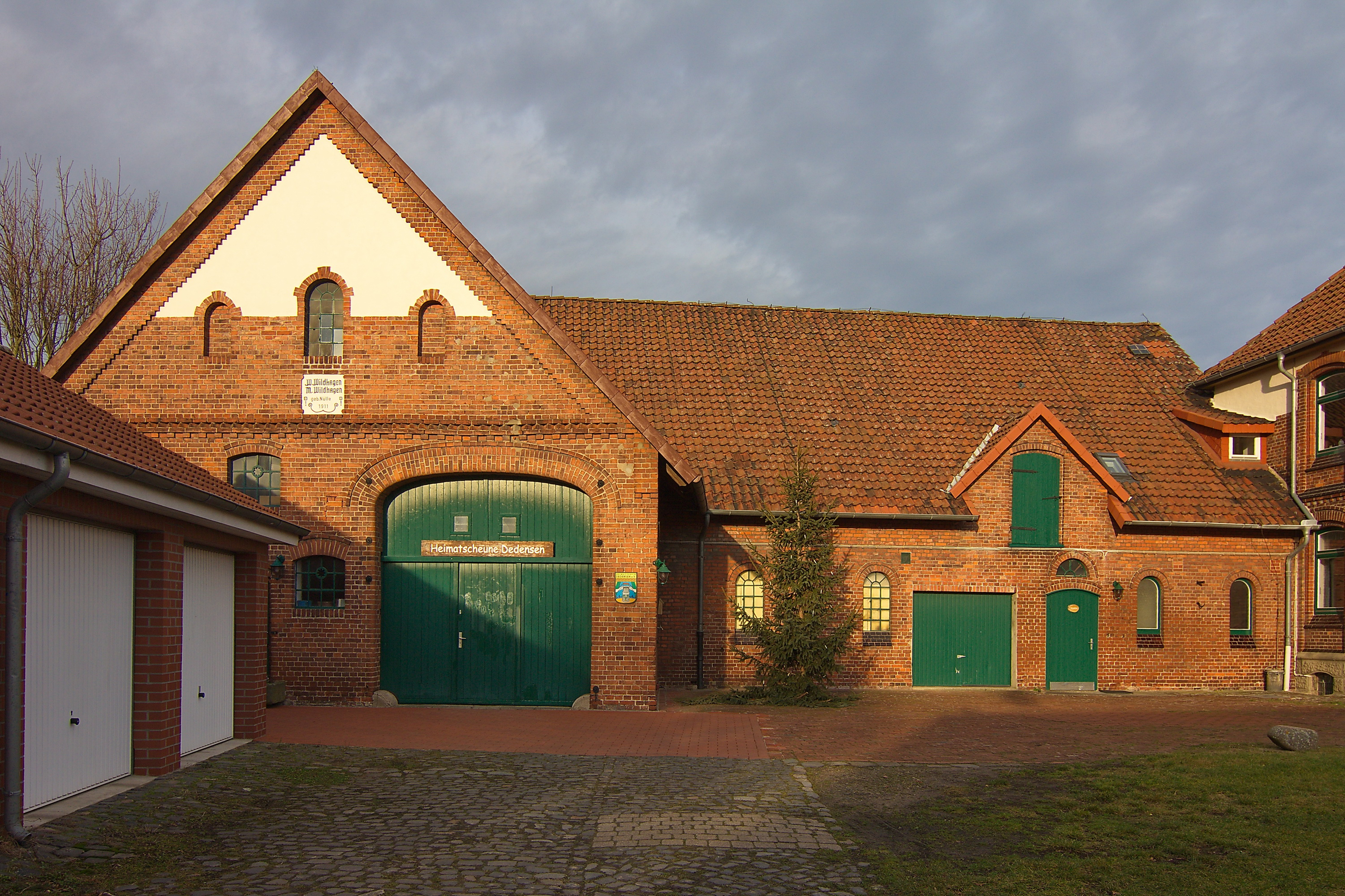
Heimatscheune
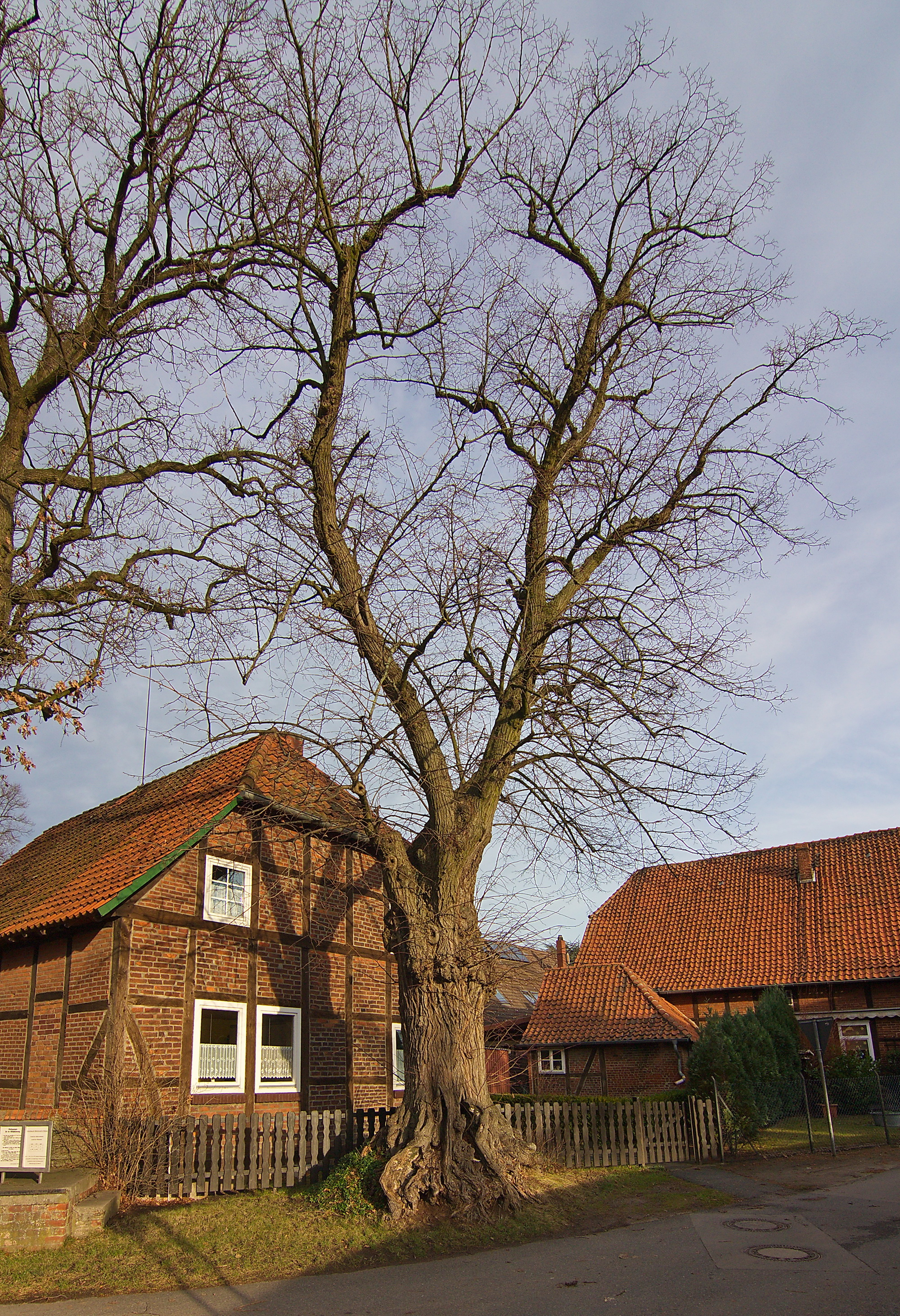
Naturdenkmal: 500-jährige Linde
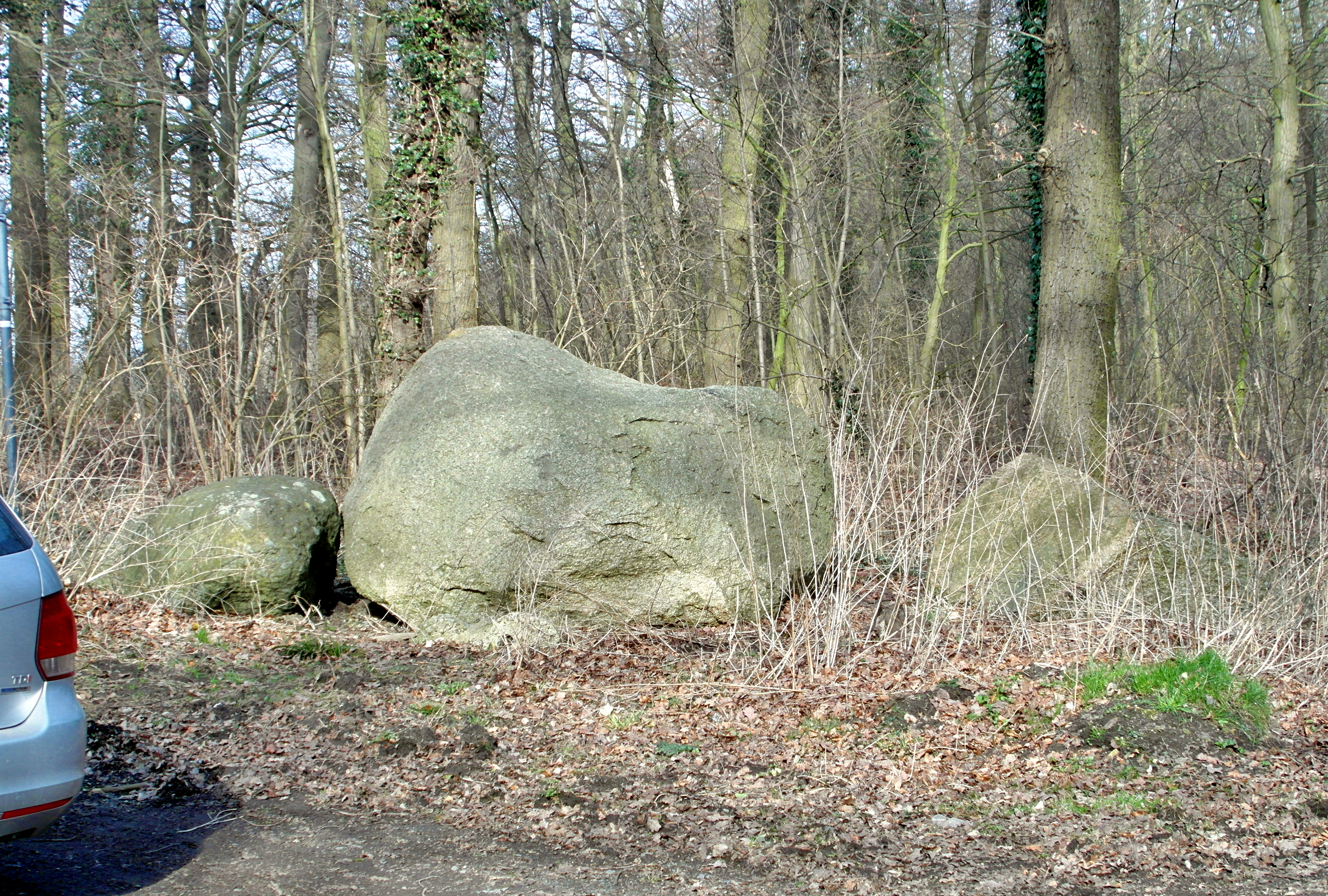
Naturdenkmal: Vier Findlinge im Lohnder Holz

## Wirtschaft und Infrastruktur

### Bildung
Die zweizügige Ganztagsgrundschule im Alten Dorf wird vom Sportverein Dedensen unterstützt und insgesamt von einem großen ehrenamtlichen Engagement getragen.

### Verkehr
Dedensen ist an das S-Bahn-Netz-Hannover angeschlossen und teilt sich den Bahnhof mit Gümmer, das ebenfalls ein Stadtteil von Seelze ist.
| Linie | Verlauf | Takt   |
| ----- | --- | ------ |
| S 1   | Minden (Westf) – Bückeburg – Kirchhorsten – Stadthagen – Lindhorst (Schaumb-Lippe) – Haste (Han) – Wunstorf – Dedensen-Gümmer – Seelze – Letter – Hannover-Leinhausen – Hannover-Nordstadt – Hannover Hbf – Hannover Bismarckstraße – Hannover-Linden/Fischerhof – Hannover-Bornum – Empelde – Ronnenberg – Weetzen – Lemmie – Wennigsen (Deister) – Egestorf (Deister) – Kirchdorf (Deister) – Barsinghausen – Winninghausen – Bantorf – Bad Nenndorf – Haste (Han) Stand: Fahrplanwechsel Juni 2022 | 60 min |
| S 2   | Nienburg (Weser) – Linsburg – Hagen (Han) – Eilvese – Neustadt am Rübenberge – Poggenhagen – Wunstorf – Dedensen-Gümmer – Seelze – Letter – Hannover-Leinhausen – Hannover-Nordstadt – Hannover Hbf – Hannover Bismarckstraße – Hannover-Linden/Fischerhof – Hannover-Bornum – Empelde – Ronnenberg – Weetzen – Lemmie – Wennigsen (Deister) – Egestorf (Deister) – Kirchdorf (Deister) – Barsinghausen – Winninghausen – Bantorf – Bad Nenndorf – Haste (Han) Stand: Fahrplanwechsel Juni 2022       | 60 min |

Die Buslinie 700 des GVH verbindet Dedensen mit anderen Seelzer Stadtteilen und führt weiter nach Hannover. Ergänzt wird sie durch die nur an Schultagen angebotene Linie 575.

## Persönlichkeiten
Personen, die mit dem Ort in Verbindung stehen
- Johann Georg Renner (vor 1692–vor dem 12. Juni 1731), Gold- und Silberarbeiter, er schuf 1702 einen Kelch in Dedensen
- Gottfried Justus Frankenfeld (1741–1808), lutherischer Pastor, er war erster Superintendent der neu eingerichteten Inspektion Seelze u. a. mit den Kirchspiel Dedensen
- J. F. L. Erichs (vor 1803–1817 oder später), evangelischer Geistlicher und Schriftsteller, nach der Erhebung Kurhannovers zum Königreich Hannover ging Ehrichs 1817 nach Lehrte in die Inspektion Burgdorf beziehungsweise nach Dedensen
- Conrad Wilhelm Hase (1818–1902), Architekt und Hochschullehrer, er gilt als einer der bedeutendsten Vertreter der Neugotik des 19. Jahrhunderts, er errichtete die Kirche in Dedensen
- Horst Niebuhr (1936–2013), Kommunalpolitiker (SPD) in Seelze und hauptberuflicher Jugendreferent der Stadt Hannover, von 1968 bis 1974 war er ehrenamtlicher Bürgermeister und Gemeindedirektor der Gemeinde Dedensen, nach der Gebietsreform bis 1981 dann Ortsbürgermeister des Stadtteils Dedensen